# Titularbistum Selendeta
Selendeta ist ein Titularbistum der römisch-katholischen Kirche.
Es geht zurück auf einen untergegangenen Bischofssitz in der gleichnamigen antiken Stadt, die in der römischen Provinz Africa proconsularis (heutige Sahelregion Tunesiens) lag.
| Titularbischöfe von Selendeta |                      |                                            |                   |                  |
| Nr.                           | Name                 | Amt                                        | von               | bis              |
| 1                             | Adolfo Ciuchini OdeM | emeritierter Bischof von Alghero (Italien) | 7. Januar 1967    | 3. Dezember 1970 |
| 2                             | Atilano Vidal Núñez  | Weihbischof in Rosario (Argentinien)       | 5. April 1972     | 24. Mai 1985     |
| 3                             | Louis Kébreau SDB    | Weihbischof in Port-au-Prince (Haiti)      | 25. November 1986 | 30. Juni 1998    |
| 4                             | Grzegorz Balcerek    | Weihbischof in Posen (Polen)               | 24. April 1999    |                  |